# DataTypes
A Commodore International 1992-ben, az AmigaOS 3.0-tól kezdődően vezette be az adattípusok (DataTypes) rendszerét az Amigákon. A BOOPSI API segítségével különféle fájlformátumok, úgymint: képi, zenei, szöveges állományok, vagy videók szabványosított kezelésére (beolvasás, megjelenítés, esetlegesen szerkesztés) szolgált, bármely felhasználói alkalmazásból. A DataType-ok által támogatott adattípusú fájlok megjelenítésére a Commodore a MultiView alkalmazást tette közzé az operációs rendszer részeként.

## Az adattípus-alrendszer felépítése
Az adattípus-alrendszer központi eleme az AmigaOS LIBS: könyvtárában lévő datatypes.library programkönyvtár, mely az adattípus felismeréséért, illetve a megnyitásáért felelős objektum-orientált eljárásokat tartalmazza. Fontos még megemlíteni az iffparse.library programkönyvtárt is, mely az IFF fájlok gyors feldolgozását segíti.
Ezen túlmenően, minden adattípushoz tartozik egy leíró (Descriptor) és egy ennek megfelelő (*.datatype) programkönyvtár a DEVS:Datatypes elérési útvonalon. Az adattípusokat leíró DataType Descriptor arra szolgál, hogy megmondja, egy adatfájlhoz egy bizonyos fájlformátum hogyan rendelődik hozzá. A leíróban maximum 64 bájt terjedelemben tárolható, egyfajta fájltípus-sablon az adatfájl vizsgálatához. IFF fájlok esetén a leíró a FORM karaktersorozattal kezdődik és magát az adattartalmat egy BODY kezdetű adatblokk tartalmazza.

## Adattípusok

### Alapértelmezett adattípusok
Az AmigaOS 3.0 változatától kezdődően a következő adattípusok használhatók alapértelmezetten:
- picture.datatype (képek)
  - ilbm.datatype IFF-ILBM adatformátum
- text.datatype (szövegek)
  - ascii.datatype ASCII-szöveges állományok az ANSI Escape-szekvenciák támogatásával
- sound.datatype (hang, zene)
  - 8svx.datatype IFF-8SVX adatformátum
- animation.datatype (videók)
  - anim.datatype IFF-ANIM adatformátum
- amigaguide.datatype (AmigaGuide)[5]

### Független fejlesztésű adattípusok
Az alapértelmezetteken kívül számos további fájltípushoz léteznek DataType-ok, melyek a DEVS:Datatypes könyvtárba másolásával az AmigaOS és alkalmazásai kezelni képesek azokat. Néhány ezek közül:
- AIFF
- CDXL
- GIF
- HTML[7]
- JPEG/JFIF
- MPEG/MP3
- PCX
- PNG
- PSD
- TIFF
- WAV
- XPM[6]

### Szócikkek
- file - Linux-parancs egy fájl típusnak meghatározására
- DirectShow - a DirectX multimédiás tartalmak megjelenítéséért felelős komponense
- MIME - az SMTP-vel továbbított e-mailek, valamint a HTTP protokoll üzenetei formátumának jelzésére szolgál

### Weboldalak
- Aminet DataType kategória - az Aminet-ről szabadon letölthető datatype-ok
- DataTypes Library - angol nyelvű adattípus programkönyvtár leírás

## Fordítás
Ez a szócikk részben vagy egészben  a   DataTypes című német Wikipédia-szócikk fordításán alapul.  Az eredeti cikk szerkesztőit annak laptörténete sorolja fel. Ez a jelzés csupán a megfogalmazás eredetét és a szerzői jogokat jelzi, nem szolgál a cikkben szereplő információk forrásmegjelöléseként.